# Lara Rabal i Bosch
Lara Rabal Bosch (Barcelona, 2 d'abril de 1983) és una futbolista catalana.
Formada al RCD Espanyol, juga com a migcampista i de defensa central. Va debutar amb el primer equip la temporada 1998-99 on hi va jugar durant quinze temporades i va arribar a ser-ne la capitana. Durant aquest períodes va aconseguir una Superlliga espanyola, quatre Copes de la Reina i quatre Copes Catalunya. Al final de la temporada 2012-2013 va retirar-se del futbol professional. Tanmateix va continuar jugant amb equips de categories territorials catalanes com el FC Levante Las Planas, CE Seagull Badalona i Club Esportiu Sant Gabriel.
Entre d'altres reconeixements, el RCD Espanyol i la Federació Catalana de Futbol van retre-li homenatge pels seus vint anys de dedicació al futbol, on va rebre la insígnia d'or i brillants del club.

## Palmarès
- 1 Lliga espanyola de futbol femenina: 2005-06
- 4 Copes espanyoles de futbol femenina: 2005-06, 2008-09, 2009-10 i 2011-12
- 4 Copes Catalunya de futbol femenina: 2005-06, 2006-07, 2007-08, 2008-09